# Кара Мустафа-паша
Мерзифонлy Кара Мустафа-паша (Рођен 1634/1635. - 25. децембар 1683) је био османски војсковођа и велики везир који је био централна фигура у последњем Турском покушају да продру у средњу и источну Европу.

## Младост и каријера
Кара Мустафа-паша је рођен 1634 или 1635. године у породици турског порекла.
Његово име, Мерзифонли, указује да је рођен у или близу града Мерзифона, у Турској. Неки извори тврде како је син Урука Хасан- бега, османског тимара (командант коњичке јединице који је за учешће у рату добијао феудални посед).
Образовање је стекао у кући Мехмеда Копрулуа, а касније је постао и зет моћне Копрулу фамилије. Године 1659. постао је гувернер Силистрије, а био је и на другим важним позицијама. До 1663. године постао је везир и добио приступ дивану, а недуго затим и командант Велике егејске флоте.
Његов највећи војни успех био је повратак егејских острва, заједно са Критом у рату против Венеције (1645-1669).
За десет година постао је представник свога шурака, великог везира Копрулу Фазил Ахмед-паше, те је обављао послове у његово име када је овај био ван султановог двора.
Служио је у као командант копнених трупа у рату против Пољске 1672. године и водио преговоре са пољским краљем Јаном III Собјеским помоћу којих је успео да Подолију учини делом Османског царства. Ова победа је Османлијама омогућила да козачке области на југу Украјине претвори у протекторат. Када је Копрулу Фазил Ахмед-паша преминуо, Кара Мустафа-паша га је наследио на месту великог везира 1676. године.
Био је мање успешан од свог претходника у сузбијању козачког устанка који је избио непосредно након преговора са Пољацима. После неколико мањих победа, интервенција Русије приморала је Османлије да склопе мир 1681. године, којим су козачке регије поново дошле под власт Русије, изузев неколицине утврђења на Дњепру.

## Опсада Беча 1683. године
Године 1683. предводио је османску армију у последњем покушају даљег ширења ка Европи након 150 година рата. Пошавши стопама Сулејмана Величанственог (Прва опсада Беча 1529. године), средином јула, Кара Мустафа-паша је са војском од 100 000 људи кренуо ка хабзбуршкој престоници, коју је бранило свега 10 000 људи . У септембру добар део зидина био је оштећен, а победа је била надохват руке.
Међутим, 12. септембра 1683. године, пољски краљ Јан III Собјески, искористио је неслагање у османској команди и лош распоред османских трупа, те је изненадним нападом сасвим уништио османску војску, приморавши је тиме на повлачење у Угарску, која ће пасти у руке Аустрије 1686. године, а затим у Београд.
Ова победа не само да је коштала Кара Мустафа-пашу положаја, већ и живота, да би 25. децембра 1683. године, по налогу султана Мехмеда IV, у Београду, задављен свиленим гајтаном (обичај који се односио на погубљење високих државних званичника). Његове последње речи биле су: 
„Умирем ли? Добро, како Бог заповеда. Проверите да ли је гајтан добро затегнут."